# Eden McCain
Sarah Ellis, más conocida como Eden McCain, es un personaje ficticio de la serie Héroes. Es interpretada por la actriz Nora Zehetner. Su primera aparición fue en el capítulo «Don't Look Back».

## Historia
De niña, Sarah Ellis, es abandonada por su padre, quien la deja a cargo de su madrastra alcohólica. Ella es maltratada y abusada por varios años, hasta una confrontación que mantuvo con su madrastra, en la que, con un bajo tono de voz dijo «desaría que te mueras», ante lo que la mujer cae al piso muerta y el cigarro que llevaba en una mano, causó el incendio de su casa. Sarah utiliza su poder nuevamente cuando un motorizado se detiene cerca del incendio y la ve, ella le dice que quiere ir al este y decide tomar el nombre de Eden McCain

### Don't Look Back
Después de que Mohinder Suresh es atacado por un supuesto "exterminador de cucarachas" que se encontraba en su casa Sarah Ellis lo salva y se presenta ante él como Eden McCain. Ella le habla acerca de su amistad con su padre, al cual llama Papa Suresh, debido a su dificultad por pronunciar su nombre.
Eden descubre luego el disco duro portátil ubicado en la jaula de la iguana Mohinder.

### One Giant Leap
Después de descubrir el diario de su padre, y la llave que estaba contenida dentro junto con el nombre Sylar y una dirección, ambos, Mohinder e Eden se dirigen al apartamento del asesino de Chandra Suresh. Allí descubren que la llave no era precisamente de la puerta del apartamento, pero aun así Mohinder logra forzar la cerradura y logran entrar. Encuentran que el lugar está vacío, y comienzan a buscar por pistas que lo conduzcan a Sylar. Hallan un libro que indica como realizar una autopsia del cerebro, al que Eden describe como una «lectura ligera», además descubren un pasadizo secreto, localizado detrás de un espejo que los conduce a una especie de santuario, las paredes cubiertas por sangre y un mapa con aquellos humanos evolucionados, pero con muchas más personas. Inmediatamente llaman a la policía pero cuando regresan descubren que el apartamento ha sido abandonado.

### Collision
Las cenizas de Papa Suresh le son entregadas a Mohinder por Eden.

### Better Halves
Mohinder decide partir hacia Madras, India para esparcir las cenizas de su padre y, en un intento por quitarle la idea de la cabeza, McCain lo besa. Luego de esto Eden contacto a Noah Bennet y le informa que Suresh se va de viaje y él dice que ella puede «Intentar con más ganas para que esto no suceda». También le informa a Bennet acerca de que Peter Petrelli probablemente pueda tener el poder de volar y de que posiblemente exista alguien con el poder de detener el tiempo. Le pregunta que debe hacer con el "precog". Deciden llevarlo a La Compañía. Posteriormente Eden se presenta en el Estudio de Isaac como una fanática de su trabajo.

### Seven Minutes to Midnight
En la Compañía, Eden visita a Isaac, para hacerle saber que ella está ahí para ayudarlo y hacerle saber que ella pasó por lo mismo. Ella le dice que juntos detendrán la visión que tuvo, antes de que ocurra.
Debido a que la rehabilitación, de las drogas, no está avanzando tan rápido con Mr. Bennet desea, le ordena a Eden que haga usar nuevamente las drogas a Isaac para que él pinte la ubicación de Sylar. Discuten acerca de la decisión de Bennet e Eden le dice que Bennet le dijo que "nunca más tendría que volver a hacerlo"(usar su poder para esos fines). Al final McCain acuerda con Bennet lo que debe hacer, y él le explica que ambos saben que ese es el modo más fácil y que no quiere utilizar el modo difícil. Recibe una aguja y los implementos necesarios y luego se dirige hacia la habitación de Isaac, en un principio trata de convencerlo para que se inyecte pero finalmente le susurra al oído e Isaac toma la aguja.
Eden se siente a conversar con Isaac y le pide que recuerde la primera vez que pintó el futuro

### Homecoming
Noah examina la última pintura de Isaac, que aparenta ser una simple figura con forma de hombre explotando. La nueva obra es inútil. Acusa a Sarah/Eden de interponer sus emociones a lo que ella simplemente responde que no es la única en dejar que sus emociones intervengan. Bennet le indica que una vez que Isaac despierte debe volver a crear una pintura. Eden se niega, nunca más lo hará, por lo que Bennet se ve obligado a mostrarle fotografías de las distintas víctimas de Sylar y como a ellas les fueron extraídas el cerebro, le explica que eso es lo mismo que Sylar quiere hacerle a su hija. Eden y el Haitiano se preparan y van a la escuela de Claire para neutralizar a Sylar.
En la cima de una colina, Eden y el Haitiano se encuentran con un Sylar lastimado, McCain usa su poder para persuadirlo y hacerlo dormir, el Haitiano lo agarra antes de caer completamente al suelo, desmayado.

### Six Months Ago
Eden, que en esa época llevaba pelo largo, aparece cuando el policía Matt Parkman la obliga a detener su coche y le pide su licencia de conducir, pero ella le explica al oficial Parkman que el coche es robado; éste le pide que abandone el vehículo a lo que ella hace gala de su poder ordenándole que se vaya a comer unos donuts, causando que Parkman regrese en su vehículo. Sin embargo, el Haitiano la encuentra y anula su poder, llevándola a la oficina de Mr. Bennet y es convencida para trabajar para La Compañía. Su primer misión como agente de La Compañía fue mudarse cerca de Chandra Suresh y hacerse amiga de él para poder borrar el nombre de Claire Bennet, la hija de Noah, de la lista de potenciales superhumanos.

### Fallout
Al saber que Sylar sería vigilado y no asesinado a pesar del peligro que representaba, ella intenta usar su poder para que Noah Bennet la deje matarlo, con la idea de persuadir a Sylar para que se suicide, pero no puede. Tomando el asunto entre sus manos, se despide de Isaac Méndez, el pintor que ve el futuro y al que ella había cuidado y ayudado, indicándole que se irá "fuera de la reserva", y cuando Isaak objeta a que ella era la única que podía hacer algo para ayudarlo a cambiar el futuro, ella le indica que él lo puede hacer, dándole una tarjeta para salir y escapar de Primatech, y un teléfono celular. Luego se disculpa con Mohinder, por teléfono, por haberlo engañado, y se dirige a matar a Sylar.
En la celda de Sylar, ella entra, quien la reconoce como la vecina de Chandra Suresh. Ella intenta usar su poder para que Sylar se mate, indicándole que pondrá un arma en su poder y ordenándole que se suicide. Antes de ejecutar su poder, Sylar la atrae telekinéticamente contra el vidrio de su celda, y la sostiene de su cuello, mostrándole que ella no es un peligro para él, y asegurando que la va a matar y consumir su poder. Cuando intenta dispararle, él le advierte que no le hará daño, entonces decide darse un tiro antes de que él la asesine y tome su poder.

### Godsend
Un agente del FBI visita el apartamento de Mohinder. Le pregunta si el nombre Sarah Ellis le es conocido y posteriormente le muestra una foto de la fugitiva, Mohinder, en shock le dice que él la conocía con un nombre distinto, Eden McCain. También le informan que su cuerpo fue encontrado en Lago Ramsey, Mohinder solo sabía que ella había estado desaparecida. Aparentemente suicidio fue la causa de muerte de Eden acorde con el oficial del FBI. Luego Bennet visitaría la casa de Mohinder y le contaría de Eden, pero no mucho, es decir, Mohinder nunca sabría del poder de Eden, sólo que tenía un poder que aprendió a usarlo sabiamente, según Bennet.

## Poderes
El poder de Eden McCain es la Persuasión, que es la habilidad de ordenar a los demás lo que tienen que hacer; Sarah/Eden es la única persona conocida, dentro de la serie de Héroes, que porta dicho poder.
Este poder ha demostrado tener ciertos límites; requiere, posiblemente, que la persona a la que se le indica la orden, entienda el lenguaje en el que se le está hablando; el poder de la persuasión requiere del habla, por lo que si la persona se encuentra amordazada el poder se anula.
Las sugestiones de Eden, pueden no ser obedecidas de forma inmediata, por lo que a veces tiene que repetirlas antes de que sus víctimas obedezcan. También puede ocurrir que si no son utilizadas las palabras correctas, pueda afectarse el éxito de la sugestión (Sylar se resistió o no fue afectado al complejo uso de palabras utilizadas para que se suicidara, en el final de Fallout, ya que ella no formuló bien su orden, sin embargo, anteriormente no había tenido problema en usar su poder en Sylar cuando era respaldada por el Haitiano).
Requiere de gran concentración, por parte de Eden, ya que no cualquier comando de voz tiene el resultado esperado de persuasión. Ella tiene que usar su poder intencionalmente. Junto a su voz la acompaña la resistencia en su mirada, es decir, no sólo requiere que ella hable sino también que fije los ojos en su "víctima" para que obedezca su orden. Si bien sus poderes son inconsistentes, puede también alterar los ritmos y procesos naturales del cuerpo (ej: cuando le "ordena" a su madrastra que se muera, y cuando le indica a Parkman que quiere comer sus donuts).